# Ратомир Дуйкович
Ратомир Дуйкович (сербохорв. Ratomir Dujković, нар. 24 лютого 1946, Борово) — югославський футболіст, що грав на позиції воротаря. Виступав за національну збірну Югославії. По завершенні ігрової кар'єри — тренер.

## Клубна кар'єра
Вихованець юнацьких команд футбольних клубів «Осієк» та «Црвена Звезда».
У дорослому футболі дебютував 1962 року виступами за команду клубу «Црвена Звезда», в якій провів дванадцять сезонів, взявши участь у 201 матчі чемпіонату.
Згодом з 1974 по 1980 рік грав у складі команд клубів «Реал Ов'єдо» та «Осієк».
Завершив професійну ігрову кар'єру у клубі «Галеника» (Земун), за команду якого виступав протягом 1982—1983 років.

## Виступи за збірну
1971 року дебютував в офіційних матчах у складі національної збірної Югославії. Протягом кар'єри у національній команді, яка тривала 1 рік, провів у формі головної команди країни 4 матчі.
У складі збірної був учасником чемпіонату Європи 1968 року в Італії, де разом з командою здобув «срібло».

## Кар'єра тренера
Розпочав тренерську кар'єру відразу ж по завершенні кар'єри гравця, 1983 року, очоливши тренерський штаб клубу «Галеника» (Земун). 1992 року став головним тренером збірної Венесуели, яку тренував три роки, у тому числі на розіграші Кубка Америки 1993 року в Еквадорі.
Згодом протягом 1996—1997 років очолював тренерський штаб збірної Бірми. 2000 року прийняв пропозицію попрацювати у збірній Югославії. В очолюваному Вуядином Бошковим тренерському штабі відповідав за підготовку воротарів, залишив його 2001 року.
Протягом 3 років, починаючи з 2001, був головним тренером збірної Руанди. 2004 року був запрошений керівництвом збірної Гани, керував нею на Кубка африканських націй 2006 року в Єгипті та чемпіонаті світу 2006 року в Німеччині.
З 2006 і по 2008 рік очолював тренерський штаб олімпійської збірної Китаю.
2009 року став головним тренером молодіжної збірної Сербії, з якою проппацював один рік.
Протягом тренерської кар'єри також очолював команди венесуельських клубів «Сулія», «Універсидад де Лос Андес» та «Естудіантес де Мерида».
Наразі останнім місцем тренерської роботи була збірна Сирії, головним тренером якої Дуйкович був протягом 2010 року.

## Титули і досягнення
- Віце-чемпіон Європи: 1968
- Чемпіон Югославії (5): 1963-64, 1967-68, 1968-69, 1969-70, 1972-73
- Володар Кубка Югославії (4): 1963-64, 1967-68, 1969-70, 1970-71